# MBN 비즈니스 뉴스센터
《MBN 비즈니스 뉴스센터》는 대한민국에서 매주 월요일 ~ 금요일 저녁 6시 30분 ~ 6시 40분에 방송하는 매일경제TV MBN의 저녁 뉴스 프로그램이다.

## 앵커
- 정성일 앵커

## 코너소개
- MBN 칼럼